# 삼양화성
삼양화성주식회사는 삼양그룹 계열사로 폴리카보네이트를 생산하고 있는 대한민국의 기업이다.

## 역사
- 1989년 - 삼양화성주식회사 설립
- 1991년 - 공장준공

## 같이 보기
- 삼양사
- 미쓰비시 케미칼
- 폴리카보네이트